# 伊雷纽什·帕林斯基
伊雷纽什·帕林斯基（波蘭語：Ireneusz Paliński，1932年5月13日—2006年7月9日），波兰男子举重运动员。他曾代表波兰参加1960年和1964年夏季奥林匹克运动会举重比赛，获得一枚金牌和一枚铜牌。